# Отанна
Отанна — азиатский правитель.
Об Оттане известно из надчеканов с его именем на монетах Танлисмаидата. Некоторые исследователи относили владения Оттаны к Персиде или Арей — Герату. По мнению Э. В. Ртвеладзе, Оттана был аршакидским сатрапом в северо-восточных землях Парфянского царства, на границе с Бактрией.